# Біоценотичне середовище
Біоценоти́чне середо́вище, фітоценотичне середовище (Лавренко, 1959), фітосоціальне середовище (Сукачев, 1928), фітосередовище (Ревердатто, 1935), ендогенне середовище (Gounot, 1956) — внутрішнє середовище біоценозу (його  ценоекосистеми), створене сукупним впливом організмів на зовнішнє середовище шляхом інтеграції  едасфер, трансабіотичними взаєминами, особливо  кругообігом речовин, арена біотичних взаємин. У основі біоценотичного середовища лежать особливості зовнішнього середовища (повітряного, мінерального, водного).
Може бути розділена на дві частини: ґрунтову (поліпедон) з її гумусом,  мортмасою і іншими органічними речовинами, часто у формі  гідрогелів, і повітряну (кліматоп) із зміненою інтенсивністю і складом  сонячної радіації, із специфічним  аерозолем (наявність в ньому  біолінов,  пилку і спор) зі зміненим складом газів.
Біоценотичне середовище в  морських біоценозах має свої особливості: наявність у воді розчинених органічних речовин, продуктів метаболізму (білки, полісахариди, нуклеїнові кислоти, ферменти), які, можливо, відіграють і роль біолінів. Їх концентрація близько 2,3 мг/л з загальною масою в 3,25 х 1012 т (Хайлов, 1971). Тут-таки знаходиться детрит (у вигляді  гідрозолю).
Біоценотичні середовища є невід'ємною складовою біоценозів, що перетворюють їх на ценоекосистеми. Вони зазнають еволюційних змін разом з біоценозами в процесі біотоценогенезу. Порівн.  Світловий,  тепловий,  водний,  повітряний і  сольовий режими.